# Wilczkowice Górne (województwo łódzkie)
Wilczkowice Górne – wieś w Polsce położona w województwie łódzkim, w powiecie łęczyckim, w gminie Łęczyca.
W latach 1975–1998 miejscowość należała administracyjnie do województwa płockiego.